# Holorusia dohrniana
Holorusia dohrniana är en tvåvingeart som först beskrevs av Günther Enderlein 1912.  Holorusia dohrniana ingår i släktet Holorusia och familjen storharkrankar. Inga underarter finns listade i Catalogue of Life.